# 石生荣
石生荣（1919年—2000年），陕西省神木县人。中华人民共和国政治人物。
早年担任中共右玉县区委书记。此后历任察哈尔盟盟委书记、中共乌海市市委书记，后担任内蒙古政协主席。